# Вольтхолл, Генри
Генри Брезил Вольтхолл (англ. Henry Brazeale Walthall; 16 марта 1878; Шелби, Алабама — 17 июля 1936; Монровия, Калифорния) — американский киноактёр.

## Карьера
Вольтхолл начал свою карьеру как театральный актер на сцене Бродвея. Его дебютом была роль второго плана в постановке драмы Уильяма Вон Муди «The Great Divide». Карьера киноактёра началась в 1908 году с фильма «Спасённый из орлиного гнезда».

## Личная жизнь
Вольтхолл был дважды женат. Его первый брак, с актрисой Изабель Фентон, закончился разводом после десяти лет совместной жизни в 1917 году. Через год после развода Вольтхолл женился вторично на актрисе Мэри Чарлсон, брак с которой продлился до его смерти от гриппа в 1936 году.

## Избранная фильмография
- 1908 — Спасённый из орлиного гнезда / Rescued from an Eagle’s Nest
- 1909 — Спекуляция пшеницей / A Corner in Wheat
- 1909 — / The Hessian Renegades
- 1909 — / Fools of Fate
- 1909 — / In Little Italy
- 1909 — / The Day After
- 1909 — /Choosing a Husband
- 1910 — /The Two Brothers
- 1910 — /The Kid
- 1910 — Рамона / Ramona
- 1910 — /In the Border States
- 1910 — /The House with Closed Shutters
- 1912 — Невидимый враг / An Unseen Enemy
- 1912 — /The Inner Circle
- 1912 — /A Change of Spirit
- 1912 — /Two Daughters of Eve
- 1912 — /So Near, Yet So Far
- 1912 — /A Feud in the Kentucky Hills
- 1912 — /In the Aisles of the Wild
- 1912 — /The One She Loved
- 1912 — Любительница румян / The Painted Lady
- 1912 — Моя крошка / My Baby
- 1912 — / The Informer
- 1912 — / Brutality
- 1912 — /My Hero
- 1912 — /The Burglar’s Dilemma
- 1912 — /The God Within
- 1913 — /Three Friends
- 1913 — /Love in an Apartment Hotel
- 1913 — /Broken Ways
- 1913 — /The Unwelcome Guest
- 1913 — /The Sheriff’s Baby
- 1913 — /If We Only Knew
- 1913 — Барышня и мышка / The Lady and the Mouse
- 1913 — /The Wanderer
- 1913 — /The House of Darkness
- 1913 — /The Tenderfoot’s Money
- 1913 — /The Stolen Loaf
- 1913 — /Red Hicks Defies the World
- 1913 — /The Switch Tower
- 1913 — /The Mothering Heart
- 1913 — /The Mistake
- 1913 — /A Gambler’s Honor
- 1913 — /During the Round-Up
- 1913 — /The Mirror
- 1913 — /The Vengeance of Galora
- 1913 — /Two Men of the Desert
- 1913 — /A Woman in the Ultimate
- 1913 — /The Battle at Elderbush Gulch
- 1913 — Смертельный марафон / Death’s Marathon
- 1914 — /The Green-Eyed Devil
- 1914 — Юдифь из Бетулии / Judith of Bethulia
- 1914 — /Home, Sweet Home
- 1914 — /Lord Chumley
- 1914 — /Man’s Enemy
- 1914 — Совесть-мститель / The Avenging Conscience — племянник
- 1915 — Рождение нации / The Birth of a Nation
- 1916 — /The Strange Case of Mary Page
- 1918 — /The Great Love
- 1919 — /The False Faces
- 1922 — /The Kickback
- 1923 — /The Face on the Bar-Room Floor
- 1925 — Пластмассовый век / The Plastic Age
- 1925 — The Golden Bed
- 1925 — Kentucky Pride
- 1925 — Dollar Down
- 1926 — / The Road to Mandalay
- 1926 — Алая буква / The Scarlet Letter
- 1926 — Барьер
- 1927 — Крылья / Wings
- 1927 — Лондон после полуночи / London After Midnight
- 1929 — /Speakeasy
- 1929 -/The Jazz Age
- 1929 — Мост короля Людовика Святого/The Bridge of San Luis Rey
- 1929 — /The Trespasser
- 1930 — /Temple Tower
- 1932 — /Police Court
- 1932 — /The Cabin in the Cotton
- 1932 — /Ride Him, Cowboy \
- 1933 — 42-я улица /42nd Street
- 1934 — Вива Вилья!
- 1934 — Судья Прист / Judge Priest — его преподобие Эшби Бранд
- 1935 — /A Tale of Two Cities
- 1936 — Дьявольская кукла /The Devil-Doll
- 1936 — /China Clipper